# Palazzo Boveri

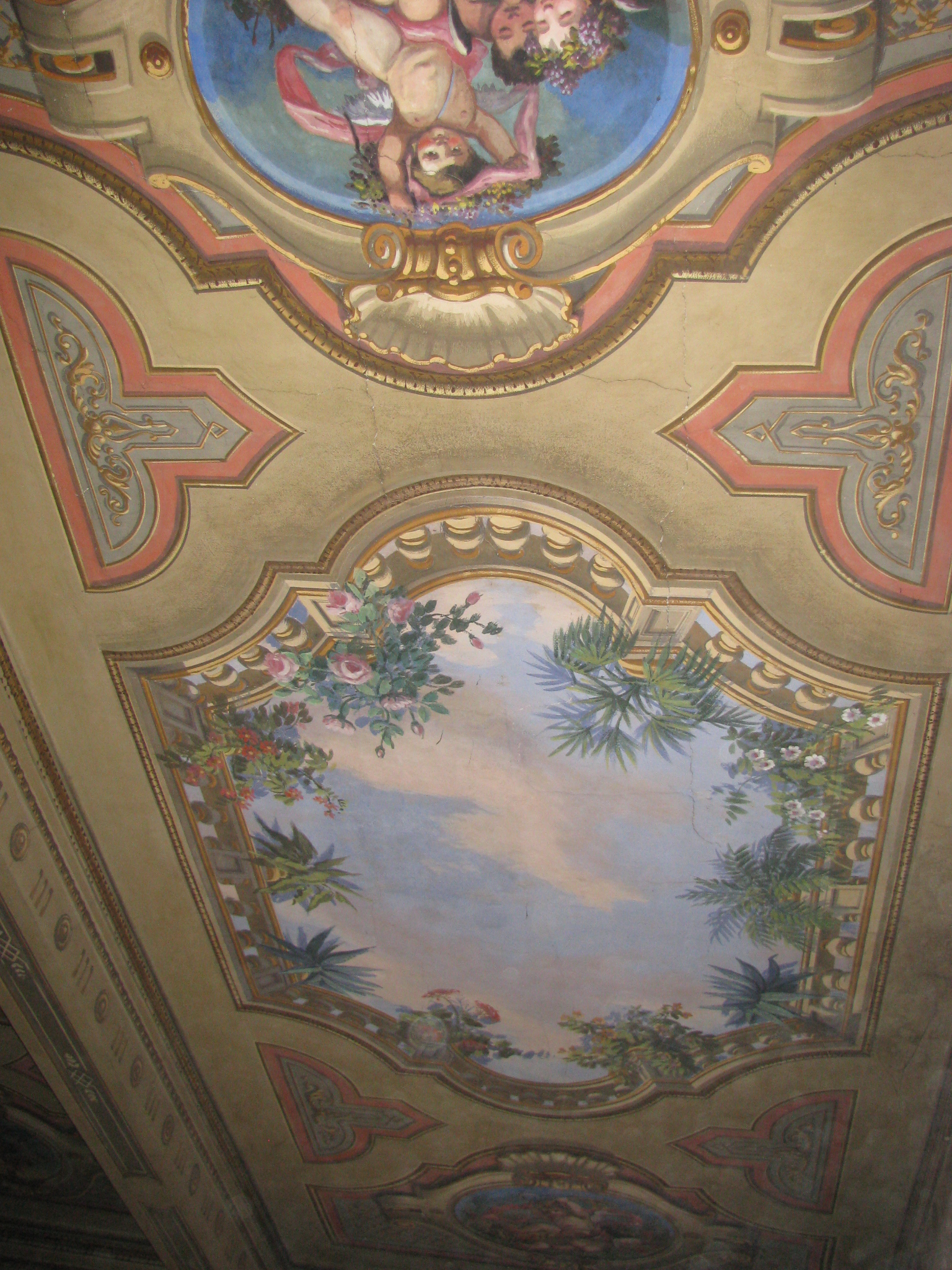
Decke in einem Raum des ersten Obergeschosses im Palazzo Boveri in Borgo Val di Taro

Der Palazzo Boveri, auch Palazzo Fieschi genannt, ist ein barocker Palast aus dem 17. Jahrhundert in Borgo Val di Taro in der italienischen Region Emilia-Romagna. Er liegt in der Via Nazionale 21.

## Geschichte

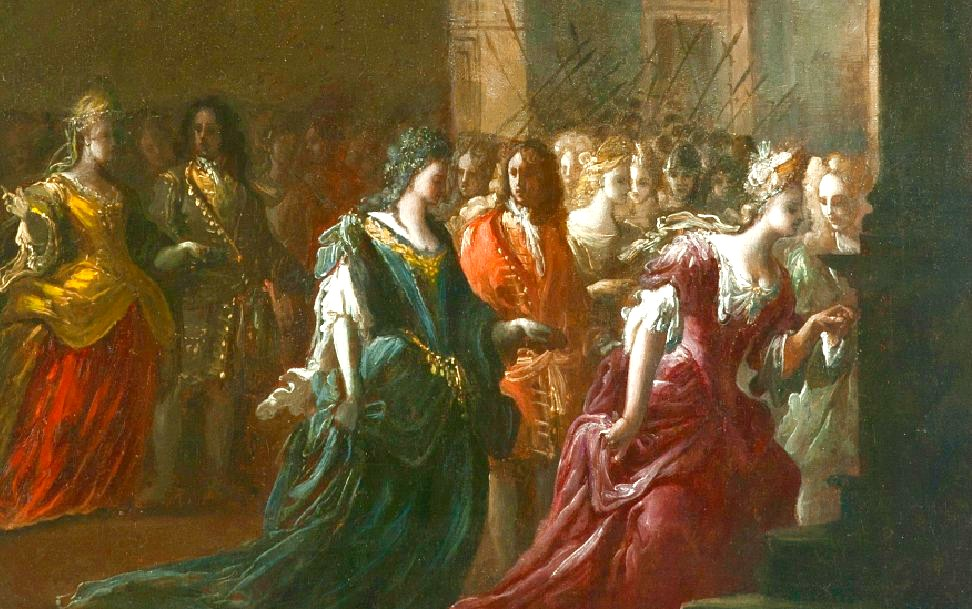
Ilario Spolverini: Palast von Caserta, Episodio delle nozze di Elisabetta, arrivo a Casa Boveri di Borgotaro, 1721–1722

Der Adelspalast wurde im 17. Jahrhundert errichtet.
1714 wurde das Gebäude im Vorgriff auf den Besuch von Elisabetta Farnese mit Fresken und prachtvollen, barocken Stuckarbeiten dekoriert. Am 16. September heiratete die Herzogin durch einen Stellvertreter den König von Spanien, Philipp V., im Dom von Parma und am 22. September ging sie, um ihren Gatten zu treffen. Die Prozession erreichte Borgo Val di Taro am Folgetag, nachdem sie auf dem Castello di Carona Rast gemacht hatte, und die Königin entschied sich, zwei Nächte in dem Palast zu verweilen, bevor sie die ermüdende Reise auf die iberische Halbinsel fortsetzte, die sie auf dem Landwege ungefähr Mitte Dezember erreichte.
Später fiel der Palast an die Adelsfamilie Misuracchi.
Während des Zweiten Weltkrieges, am 3. August 1944, wurde die Seitenfassade des Gebäudes zur Via San Domenico hin durch eine alliierte Bombe getroffen, sodass auch einige Todesopfer zu beklagen waren.
Ab 2001 wurde der Palast vollkommen umgebaut.

## Beschreibung
Das Gebäude hat einen rechteckigen Grundriss und steht an der Ecke der Via Nazionale zur Via San Domenico.
Die verputzte Fassade ist durch wundervolle Stuckarbeiten in Opus signinum gekennzeichnet, die sie zieren. Das Eingangsportal mit Rundbogen ist etwa außerhalb der Mitte angebracht und durch einen geformten Rahmen begrenzt, der durch das Wappen der Familie Boveri gekrönt ist. Die Fenster und die drei Schaufenster im Erdgeschoss sind einfacher gerahmt. Im Hauptgeschoss haben die Fensteröffnungen imposante Barockrahmen, reich an Voluten und Reliefen. Unter den Fensterbänken stechen einige Abbildungen von für die Gegend am Anfang des 17. Jahrhunderts typischen Produkten in Ovalen hervor. Über den Architraven sind die Wappen von Adelsfamilien aus Borgo Val di Taro angebracht, die sich an den Kosten der Dekorationen des Palastes beteiligt hatten. Ganz oben zeigen die Fensteröffnungen gleichartige, verschwenderisch verzierte Rahmen. Drei große Wappen fallen an den Fenstern der oberen Stockwerke auf: Links sitzt das Wappen des Herzogs Alessandro Farnese, in der Mitte das der Familie Farnese und rechts das der Gemeinde Val di Taro.
Gleichartige Verzierungen findet man auch um die Fensteröffnungen der kürzeren Seitenfassade, wenn auch im oberen Bereich teilweise beschädigt.
Innen führt das Atrium zum Innenhof, der durch eine elegante Loggia mit Rechteckgewölbe gekennzeichnet ist.
Wenn man die Treppe hinaufgeht, erreicht man den Treppenabsatz im Hauptgeschoss, der mit einem Relief aus Carrara-Marmor verziert ist, das Giuliano Mozzani Anfang des 18. Jahrhunderts schuf. Dort ist im unteren Teil die Verkündigung Mariä und im oberen Teil Maria Himmelfahrt dargestellt. Auf demselben Stockwerk gibt es weitere Räume mit Fresken an den Decken. Auch ist dort ein offener Kamin aus dem 17. Jahrhundert erhalten, dessen Rauchfang mit einem Wappen verziert ist.
Die Wände des Ladengeschäft ganz auf der rechten Seite des Erdgeschosses sind schließlich mit vier Ovalen verziert, die die vier Jahreszeiten darstellen und von Alessandro Gherardini Anfang des 18. Jahrhunderts gemalt wurden.